# Citroën Dyane
Citroën Dyane byl malý automobil vyrobený mezi lety 1967–1983 v počtu přes 1,4 milionu francouzskou automobilkou Citroën. Vklínil se mezi Citroën 2CV (ze kterého byl odvozen) a Citroën Ami.

## Historie
S uvedením Renaultu 4 roku 1961 prodeje malého vozu Citroën 2CV značně poklesly – napodobil přední pohon, byl srovnatelně lehce ovladatelný, výkonnější a se zadními pátými dveřmi mnohem užitečnější.

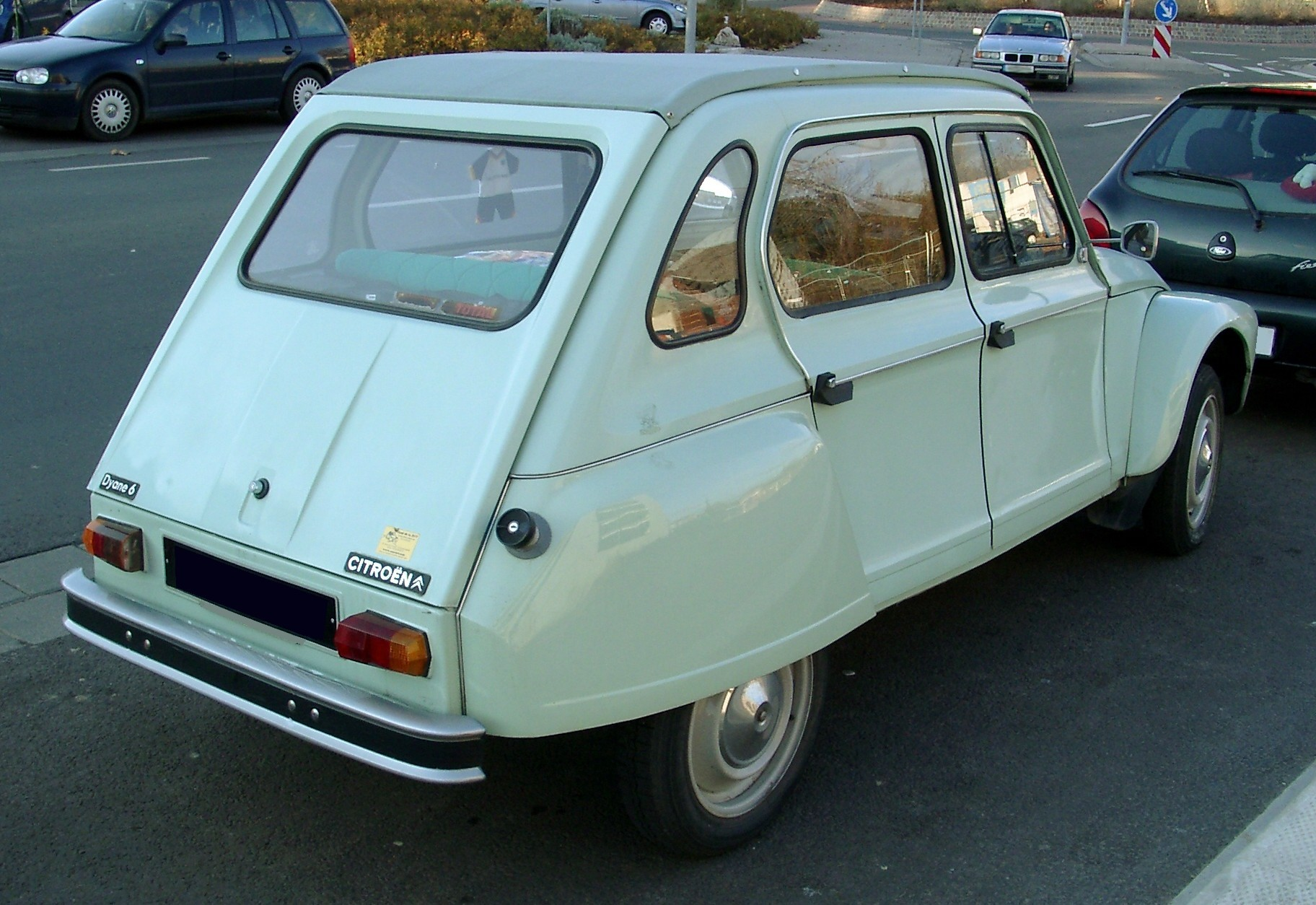
Citroën Dyane

Dyane vylepšoval a doplňoval nabídku Citroën. Ami s motorem zdvihového objemu 602 cm3 spadal do vyšší daňové kategorie jak Renault 4. Dyane s motorem 2CV objemu 425 cm3 setrval v nižší třídě a vyráběl se na montážních linkách 2 CV pro udržení nízké ceny. Zůstal mu plátěný vrchlík střechy, podvozkový rám a mnoho dílů 2CV, některé pak z Ami. Měl páté zadní dveře a dle tehdejšího vkusu byl více hranatější. Čtvercové kryty předních světlometů překrývaly kulaté paraboly a přesunuly je do blatníků.

Model byl uveden v srpnu 1967. V lednu 1968 byl posílen motorem Ami objemu 602 cm3 – spadal do vyššího daňového pásma, ale byl dynamičtější než těžší a dražší Ami. Prodával se vedle Dyane s označením „Dyane 6“. V březnu 1968 byl 425 cm3 motor nahrazen vylepšeným 435 cm3 a vůz s ním prodáván pod jménem „Dyane 4“. Zachoval nižší zdanění, ovšem nebyl až tak mdlý.

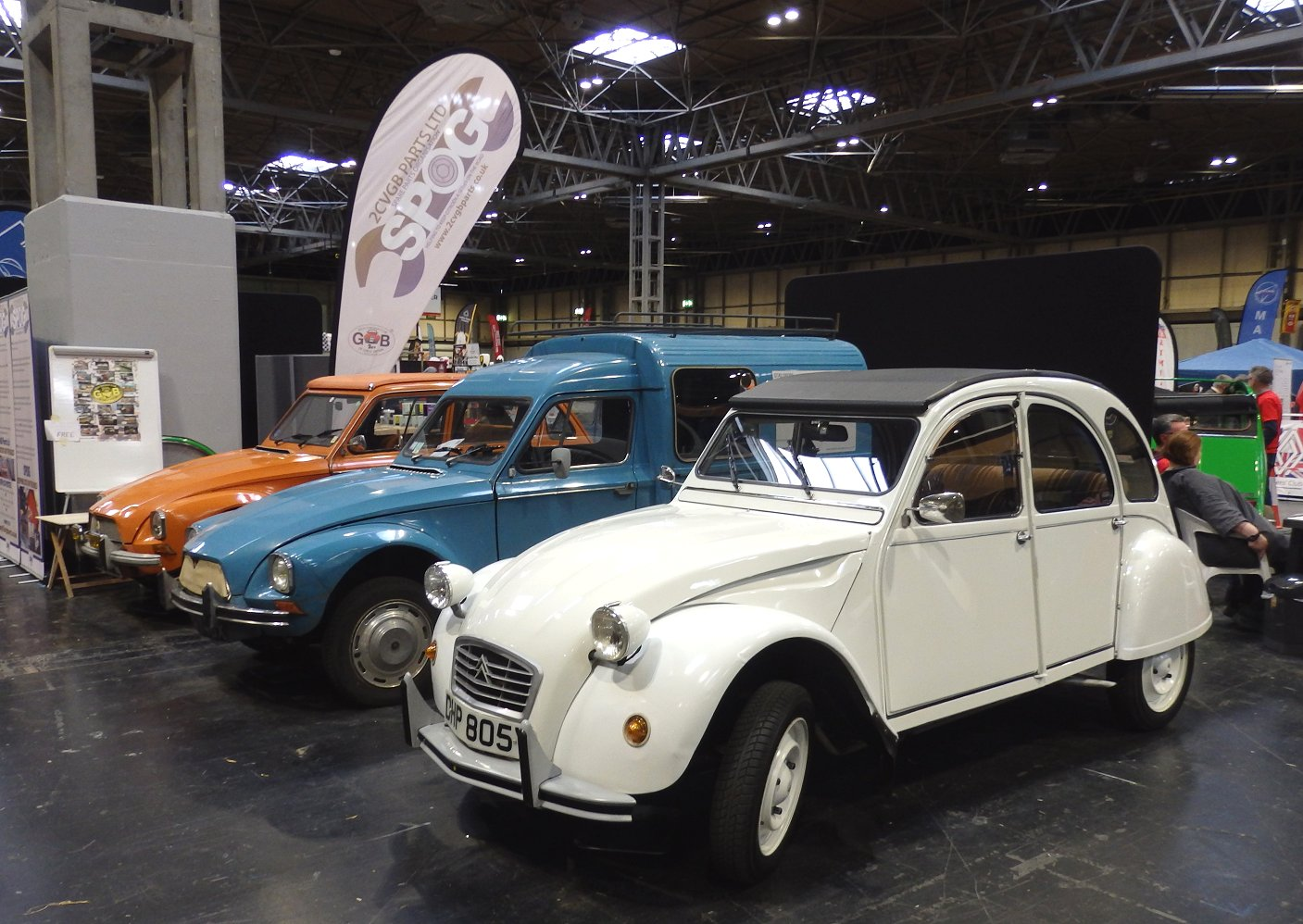
Citroën Dyane za Acadiane a 2CV

V roce 1968 se všech Dyane prodalo skoro o 3/4 více než 2CV, roku 1969 jen o 1/3, ovšem už v roce 1970 se neprodaly ani 4/5 2CV a již nikdy je nepředstihly. Na přelomu 80. let jejich prodej oproti 2CV razantně klesal a přestaly se vyrábět roku 1984. O 7 let dříve než jednodušší, lehčí a levnější 2CV, které měly případně nahradit.

## Citroën Méhari
Doslovně Citroën Dyane Méhari, byl otevřený 2+2 místný vůz pro volný čas s motorem Dyane 6 a plastovou karosérií vyráběný v letech 1968–1987. Vycházel z vozů Citroën 2CV upravených pro francouzské kolonie a rozvojové země. Reagoval na stoupající oblibu plážových džípů, bugin. Výrobci doplňků je vybavovali plastovou nástavbou s pevnou střechou.

### Méhari 4 × 4
Méhari s pohonem 4 × 4 byl původně vyráběn pro francouzskou armádu. Později se nabízel i veřejnosti. Jeho výroba byla zastavena na konci června 1983.

## Užitkové provedení Acadiane
Užitkové provedení Dyane neslo označení Acadiane (fonetické spojení AK – označující dodávky Citroën, a Dyane). Od března 1978 nahradilo dodávku 2CV, mělo vyšší užitečné zatížení. Vyrábělo se až do roku 1987, v posledních třech letech mu přitom konkuroval výkonnější Citroën C15.